# Lee Bowyer
Lee Bowyer (ur. 3 stycznia 1977 w Londynie) – były angielski piłkarz.
Od najmłodszych lat był kibicem zespołu Młotów. Kiedy w wieku 17 lat rzucił szkołę, postanowił jednak rozpocząć treningi w innym londyńskim zespole, w Charltonie. W roku 1996 wiele klubów Premier League starało się pozyskać nastoletniego Bowyera, który ostatecznie wybrał ofertę Leeds United, myśląc, że może osiągnąć z nimi wiele sukcesów. Transfer opiewał na rekordową jak na nastolatka kwotę 2,8 mln funtów.
Na Elland Road sprowadzono także dwóch innych pomocników, Davida Hopkina i Alfa Inge Haalanda. Bowyer odnalazł się w sezonie 1998/1999, kiedy ze składu odszedł Hopkin. Po dobrym sezonie w jego wykonaniu został uznany graczem sezonu w ekipie Leeds. Rok później w dużej mierze przyczynił się do zajęcia 3. pozycji w tabeli Premiership. W tym także sezonie został wybrany najlepszym graczem młodego pokolenia na boiskach angielskich. Rok później doprowadził do sprzeczki między piłkarzami Leeds a graczami Spurs, za co jego klub musiał zapłacić grzywnę. Ten sezon był dla niego tym gorszy, że dostał najwięcej, bo aż 14, żółtych kartek w Premiership, a wspólnie z klubowym kolegą Jonathanem Woodgatem doprowadził do bójki przed nocnym klubem. Został jednak oczyszczony z zarzutów i mógł wrócić do gry. Kiedy jego kontrakt z Leeds United dobiegał końca, szefowie klubu chcieli z nim renegocjować umowę, lecz Bowyer odmówił i opuścił klub, w barwach którego występował w Champions League.
Zainteresowany jego usługami był menadżer Liverpool F.C., Gerard Houllier, ale do transferu nie doszło, ponieważ Bowyer nie chciał grać dla The Reds. W styczniu 2003 roku spełnił swoje dziecięce marzenia, podpisując umowę z West Hamem. Kontrakt podpisano tylko na pół roku, gdyż Bowyer miał pomóc West Hamowi w walce o utrzymanie w najwyższej klasie rozgrywkowej. Kiedy drużynie z Upton Park nie udało się osiągnąć tego celu, Bowyer przeniósł się za darmo do Newcastle United.
Jego kariera na stadionie St. James` Park nie była zbyt udana, między innymi przez bójkę z kolegą z zespołu, Kieronem Dyerem. Za ten wybryk został ukarany karą 30 000 funtów. Latem 2006 roku powrócił do West Hamu. 9 stycznia 2009 roku został wypożyczony do końca sezonu 2008/09 do Birmingham City. W nowym zespole swój debiut zaliczył 17 stycznia w zremisowanym 1:1 pojedynku z Cardiff City. W meczu tym zdobył także bramkę. W drużynie Birminghamu rozegrał 17 ligowych pojedynków, po czym powrócił do Londynu. W maju 2009 roku opuścił West Ham United, zaś w lipcu przeszedł do swojego byłego klubu, Birmingham City.
10 lipca 2011 roku przeszedł, na zasadzie wolnego transferu, do występującego w Football League Championship Ipswich Town.
Bowyer zagrał w jednym meczu reprezentacji Anglii.